# Bokföringsunderlag
Bokföringsunderlag kallas de kvitton, fakturor, allegat (bilagor), etc. som används vid bokföring. 
När en företagare eller privatperson anlitar revisor för hjälp med bokföring behövs underlag för detta. Det kollektiva benämningen är bokföringsunderlag. Även Skattemyndigheten kan kräva att bevittna bokföringsunderlaget vid granskning av deklaration. 